# Elvira López Mourín
Elvira López Mourín (San Martiño de Río, Láncara, 1891 o el 3 de septiembre de 1893 - 21 de julio de 1961) fue una enfermera militar española y la primera de la aviación sanitaria de España.

## Biografía
Elvira López Mourín nació, según el Libro de Bautismos de San Martín de Río, el 3 de septiembre de 1893; aunque 1891 es el año de nacimiento que dan otras fuentes. Se fue a Madrid a estudiar llegó a formar parte de la primera promoción de enfermeras profesionales compuesta por cinco mujeres.
Fue una enfermera profesional de la Sanidad militar que formó parte de la primera promoción de mujeres formada por la Cruz Roja Española con el plan académico oficial de 1915.
En agosto de 1918 formó parte, junto a otras cuatro mujeres, de la primera promoción de enfermeras profesionales del hospital de la Cruz Roja de San José y Santa Adela en Madrid. Cuatro años después se incorporó al Hospital de Melilla en el Protectorado de Marruecos.
La noche del 1 de noviembre de 1922, durante la guerra del Rif, que enfrentaba a España y Francia contra fuerzas rebeldes marroquíes, fue parte de una expedición aérea medicalizada de tres aeroplanos. Entonces se ofreció voluntaria para volar desde el aeródromo de Nador (Melilla) hasta el campamento militar de Dar Drius como parte del equipo quirúrgico del comandante médico Víctor Nogueras para atender a 366 heridos de los combates en la posición de Tizzi Azza. Elvira López, no tenía la obligación de volar en un avión de guerra en esa época, por el hecho de ser mujer, pero así lo hizo. Su decisión la convirtió en la primera enfermera que participó tanto en el primer vuelo sanitario realizado en España, el primer transporte aéreo de heridos y uno de los primeros vuelos nocturnos de la aviación española.

## Contexto histórico
Francia fue el país pionero en utilizar el aeroplano como transporte sanitario. La primera referencia publicada al respecto la firma en el año 1910, el Doctor Mooy, al servicio de la sanidad holandesa. El artículo hablaba de la posibilidad de transportar a las personas heridas de gravedad en globos o aeroplanos, así como utilizar estos medios de transporte para poder localizarlos en el campo de batalla.
Ese mismo año, el doctor Duchaussoy, fundador de la Asociación Francesa de la Mujer, ofreció un premio para la realización de un avión ambulancia. La aviadora y enfermera Marie Marvingt presentó un proyecto innovador para la realización de una ambulancia aérea. Consistía en la creación de un habitáculo metálico con cristales, para poder transportar una camilla, acoplado a la parte inferior del fuselaje del avión. Finalmente no pudo llevarse a cabo por la quiebra de la empresa a cargo de la fabricación.
A partir de la Primera Guerra Mundial se realizaron diversos transportes sanitarios en aviones no preparados, entre los que cabe destacar el realizado en Serbia, donde se evacuaron más de una docena de personas heridas. Posteriormente, el doctor Chassaing desarrolló el primer avión específico para transporte sanitario, pudiendo transportar a dos personas tumbadas dentro del fuselaje.
Desde entonces en Francia se crearon varias sociedades científicas, derivadas del creciente interés por la aviación sanitaria. También hubo varios congresos internacionales y la industria fabricó los primeros modelos específicos para el transporte aéreo sanitario. Con la llegada de los primeros aparatos, otros países europeos se sumaron a la idea de utilizar el aeroplano para labores sanitarias, incluyendo España.

## Reconocimientos
En 1922 Elvira López Mourín fue considerada por los medios de comunicación españoles como una heroína de guerra, y fue recibida por diversas autoridades. El día 7 de noviembre tuvo una audiencia con el presidente del Consejo de Ministros, José Sánchez Guerra; el día 11 la reina Victoria Eugenia ofreció una recepción a la enfermera; y el día 20 el rey Alfonso XIII le concedió una audiencia en el Palacio Real donde fue felicitada por su acción.
Fue elegida en 2020 por Correos como protagonista del sello postal conmemorativo del Año internacional de las enfermeras y matronas, declarado un año antes por la Comisión Filatélica del Estado.